# Martino Caroli
Martino Luigi Caroli (San Pietro in Lama, 2 dicembre 1897 – 14 giugno 1978) è stato un avvocato e politico italiano.

## Biografia
Avvocato ed esponente della Democrazia Cristiana, fu il primo presidente della Provincia di Lecce, rimanendo in carica dal 1951 al 1958. In tale anno viene eletto senatore, carica che ricopre per tre legislature consecutive, rimanendo in carica fino al 1972.
Muore il 14 giugno 1978 all'età di 80 anni.